# Dianthus kuschakewiczii
Dianthus kuschakewiczii là loài thực vật có hoa thuộc họ Cẩm chướng. Loài này được Regel & Schmalh. mô tả khoa học đầu tiên năm 1877.